# Идебенон
Идебенон — синтетический аналог кофермента Q10 (CoQ10), липофильного переносчика электронов и эндогенного антиоксиданта, обнаруженного во всех клеточных митохондриальных мембранах. По сравнению с коферментом Q10 он имеет укороченную цепь и поэтому обладает улучшенной растворимостью и фармакокинетикой. Предполагается что он должен действовать как антиоксидант при переносе электронов от респираторного комплекса II к комплексу III. Он был синтезирован в Японии в 1980-х годах для лечения болезни Альцгеймера, но не оправдал надежд. Тем не менее, разными исследователями было обнаружено, что когнитивный статус пожилых пациентов с цереброваскулярными заболеваниями и дегенеративными расстройствами может значительно улучшаться после лечения идебеноном. Кроме того этот препарат может найти применение для лечения системных аутоиммунных заболеваний.
Разработан простой и удобный двухэтапный синтез идебенона из 3,4,5-триметокситолуола 2
Имеются противоречивые данные о возможной эффективности идебенона при болезни Альцгеймера, болезни Гентингтона. Европейское Медицинское Агентство сочло, что при атаксии Фридрейха возможная польза от лечения им не перевешивает рисков, поэтому разрешение на применение не было дано.

## Из вкладыша препарата в России
Фармакологическое действие — ноотропное. Имеет структурное сходство с коферментом Q. Улучшает кровоснабжение тканей мозга и доставку к ним кислорода. Стимулирует обменные процессы в головном мозге: активизирует синтез глюкозы, АТФ, способствует элиминации лактата. Замедляет перекисное окисление липидов и предохраняет мембраны нейронов и митохондрий от повреждений. Модулирует нейрофизиологические реакции мозговых структур. Показана эффективность в комплексной терапии наследственных митохондриальных болезней (MELAS-синдром, атрофия зрительного нерва Лебера, болезнь Лея) и атаксии Фридрейха.

## Исследования
Отдельные российские ученые рекомендуют терапию идебенона при когнитивных расстройствах.
Имеются указания на то, что приём идебенона (англ. idebenone) — одиночный или в сочетании с витамином E — замедляет наступление тугоухости или, возможно, излечивает её. Такой способ лечения сейчас рассматривается в качестве экспериментального.
Предлагалось также использовать его в косметике в качестве консилера для лечения морщин и отбеливания пигментированной кожи.